# Derambila rectiscripta
Derambila rectiscripta är en fjärilsart som beskrevs av Louis Beethoven Prout 1916. Derambila rectiscripta ingår i släktet Derambila och familjen mätare. Inga underarter finns listade i Catalogue of Life.